# Línea 514 (Interurbanos Madrid)
La línea 514 de la red de autobuses interurbanos de Madrid une el barrio de Los Castillos (Alcorcón) con el intercambiador de Príncipe Pío (Madrid).

## Características
Esta línea une Madrid con Alcorcón, atravesando el barrio de Los Castillos del citado municipio.
La línea mantiene los mismos horarios todo el año (exceptuando las vísperas de festivo y festivos de Navidad).
Está operada por Arriva Madrid mediante la concesión administrativa VCM-501 - Madrid – Batres (Viajeros Comunidad de Madrid) del Consorcio Regional de Transportes de Madrid.
Desde el miércoles 15 de enero de 2025, la línea se vio modificada como consecuencia del soterramiento del Paseo de Extremadura, acortando su recorrido hasta Cuatro Vientos, donde los autobuses del corredor 5 tendrán su cabecera provisional mientras duren las obras.

## Horarios
| Todos los días                  |                                 |                                 |                                 |                                 |                                 |                                 |                                 |                                 |                                 |                                 |                                 |                                 |                                 |                                 |                                 |                                 |                                 |                                 |                                 |                                 |                                 |                                 |                                 |                                 |                                 |                                 |                                 |                                 |                                 |                                 |                                 |                                 |
| Madrid > Alcorcón (José Aranda) | Madrid > Alcorcón (José Aranda) | Madrid > Alcorcón (José Aranda) | Madrid > Alcorcón (José Aranda) | Madrid > Alcorcón (José Aranda) | Madrid > Alcorcón (José Aranda) | Madrid > Alcorcón (José Aranda) | Madrid > Alcorcón (José Aranda) | Madrid > Alcorcón (José Aranda) | Madrid > Alcorcón (José Aranda) | Madrid > Alcorcón (José Aranda) | Madrid > Alcorcón (José Aranda) | Madrid > Alcorcón (José Aranda) | Madrid > Alcorcón (José Aranda) | Madrid > Alcorcón (José Aranda) | Madrid > Alcorcón (José Aranda) | Madrid > Alcorcón (José Aranda) | Alcorcón (José Aranda) > Madrid | Alcorcón (José Aranda) > Madrid | Alcorcón (José Aranda) > Madrid | Alcorcón (José Aranda) > Madrid | Alcorcón (José Aranda) > Madrid | Alcorcón (José Aranda) > Madrid | Alcorcón (José Aranda) > Madrid | Alcorcón (José Aranda) > Madrid | Alcorcón (José Aranda) > Madrid | Alcorcón (José Aranda) > Madrid | Alcorcón (José Aranda) > Madrid | Alcorcón (José Aranda) > Madrid | Alcorcón (José Aranda) > Madrid | Alcorcón (José Aranda) > Madrid | Alcorcón (José Aranda) > Madrid | Alcorcón (José Aranda) > Madrid |
| 06                              | 07                              | 08                              | 09                              | 10                              | 11                              | 12                              | 13                              | 14                              | 15                              | 16                              | 17                              | 18                              | 19                              | 20                              | 21                              | 22                              | 06                              | 07                              | 08                              | 09                              | 10                              | 11                              | 12                              | 13                              | 14                              | 15                              | 16                              | 17                              | 18                              | 19                              | 20                              | 21                              |
| 40                              | 20                              | 00 40                           | 20                              | 00 40                           | 20                              | 00 40                           | 20                              | 00 40                           | 20                              | 00 40                           | 20                              | 00 40                           | 20                              | 00 40                           | 20                              | 00                              | 00 40                           | 20                              | 00 40                           | 20                              | 00 40                           | 20                              | 00 40                           | 20                              | 00 40                           | 20                              | 00 40                           | 20                              | 00 40                           | 20                              | 00 40                           | 20                              |

## Recorrido y paradas
NOTA: Debido a las obras de soterramiento de la autovía A-5, las paradas sombreadas en rojo se encuentran fuera de servicio, desde el 15 de enero de 2025 hasta fin de obras.

### Sentido Alcorcón
| Código | Parada                                      | Común con                                                                                         | Conexiones con Metro y Cercanías | Municipio | Zona |
| ------ | ------------------------------------------- | ------------------------------------------------------------------------------------------------- | -------------------------------- | --------- | ---- |
| 17051  | Intercambiador de Príncipe Pío (dársena 17) |                                                                                                   | Príncipe Pío                     | Madrid    |      |
| 881    | Paseo de Extremadura-El Greco               | 36 39 65 511 512 513 516 518 521 522 523 524 525 528 534 538 539 541 545 546 547 548 551 581      |                                  | Madrid    |      |
| 892    | Campamento                                  | 36 39 495 511 512 513 516 518 521 522 523 524 525 528 534 538 539 541 545 546 547 548 551 573 581 | Campamento                       | Madrid    |      |
| 50047  | P.º Extremadura - Cuatro Vientos            | 495 511 512 513 516 517 518 521 522 523 524 525 528 534 538 539 551 560 581                       | Cuatro Vientos                   | Madrid    |      |
| 08376  | Ctra. A5 - Museo del Aire y del Espacio     | 511 512 513 516 517 518 521 522 523 524 525 528 534 538 539 560                                   |                                  | Madrid    |      |
| 08498  | Betanzos - Meloneros                        | 520 2                                                                                             |                                  | Alcorcón  |      |
| 08424  | Av. Castillos - Padrón                      | 520                                                                                               |                                  | Alcorcón  |      |
| 08423  | Av. Castillos - Venus                       | 520                                                                                               |                                  | Alcorcón  |      |
| 08422  | Av. Castillos - Av. Libertad                | 520                                                                                               |                                  | Alcorcón  |      |
| 08470  | Av. Pinar - Av. Castillos                   |                                                                                                   |                                  | Alcorcón  |      |
| 11765  | Av. Pinar - Parque de Ordesa                |                                                                                                   |                                  | Alcorcón  |      |
| 08471  | Ministro Fdez. Ordóñez - Tablas de Daimiel  |                                                                                                   |                                  | Alcorcón  |      |
| 12760  | Ministro Fdez. Ordóñez - Parque Grande      |                                                                                                   |                                  | Alcorcón  |      |
| 08879  | Inspector J. A. Bueno - Parque del Teide    |                                                                                                   |                                  | Alcorcón  |      |
| 08545  | Paz - Travesía Parque del Teide             |                                                                                                   |                                  | Alcorcón  |      |
| 08432  | Av. Alcalde José Aranda - Maestro Victoria  | 520 560 1                                                                                         |                                  | Alcorcón  |      |
| 08490  | Av. Alcalde José Aranda - Colegio           | 560 1                                                                                             |                                  | Alcorcón  |      |

### Sentido Madrid
| Código | Parada                                         | Común con                                                                                  | Conexiones con Metro y Cercanías | Municipio | Zona |
| ------ | ---------------------------------------------- | ------------------------------------------------------------------------------------------ | -------------------------------- | --------- | ---- |
| 08489  | Av. Alcalde José Aranda - Av. Polvoraca        | 510 560 1                                                                                  |                                  | Alcorcón  |      |
| 08430  | Av. Alcalde J. Aranda - Olímpica C. Puig       | 520 560 1                                                                                  |                                  | Alcorcón  |      |
| 08431  | Paz - Travesía Parque del Teide                |                                                                                            |                                  | Alcorcón  |      |
| 08896  | Inspector J. A. Bueno - Parque del Teide       |                                                                                            |                                  | Alcorcón  |      |
| 12761  | Ministro Fdez. Ordóñez - Parque Grande         |                                                                                            |                                  | Alcorcón  |      |
| 12750  | Ministro Fdez. Ordóñez - Av. Pinar             |                                                                                            |                                  | Alcorcón  |      |
| 11764  | Av. Pinar - Viñagrande                         |                                                                                            |                                  | Alcorcón  |      |
| 08536  | Av. Castillos - Pol. Ind. San José de Valderas | 520                                                                                        |                                  | Alcorcón  |      |
| 08537  | Av. Castillos - Av. Libertad                   | 520                                                                                        |                                  | Alcorcón  |      |
| 08539  | Av. Castillos - Centro Cívico                  | 520                                                                                        |                                  | Alcorcón  |      |
| 17846  | Padrón - Av. Castillos                         | 520 2                                                                                      |                                  | Alcorcón  |      |
| 20335  | Betanzos - Noya                                | 520 2                                                                                      |                                  | Alcorcón  |      |
| 08377  | Ctra. A5 - Museo del Aire y del Espacio        | 511 512 513 516 517 518 521 522 523 524 525 528 534 538 539 560                            |                                  | Madrid    |      |
| 08464  | P.º Extremadura - Cuatro Vientos               | 495 511 512 513 516 517 518 521 522 523 524 525 528 534 538 539 551 560 581                | Cuatro Vientos                   | Madrid    |      |
| 893    | Campamento                                     | 39 495 511 512 513 516 518 521 522 523 524 525 528 534 538 539 541 545 546 547 548 551 581 | Campamento                       | Madrid    |      |
| 885    | Surbatán                                       | 36 39 511 512 513 516 518 521 522 523 524 525 528 534 538 539 541 545 546 547 548 551 581  |                                  | Madrid    |      |
| 17051  | Intercambiador de Príncipe Pío (dársena 17)    |                                                                                            | Príncipe Pío                     | Madrid    |      |